# Subria grandis
Subria grandis är en insektsart som först beskrevs av Walker, F. 1869.  Subria grandis ingår i släktet Subria och familjen vårtbitare. Inga underarter finns listade i Catalogue of Life.